# サブライムレコーズ
サブライムレコーズ（Sublime Records）は、日本のレコードレーベル。主にテクノに分類される曲をリリースしている。
1994年、DJ YAMAによりレーベル設立。

前年、1993年にオープンしたクラブ「ManiacLove」において、DJ YAMA、DJ WADAらによる毎週土曜日に開催されていたパーティー「Sublime」がきっかけとなった。ここでの活動を通じてYAMA、WADAはケン・イシイ、ススム・ヨコタら、当時ヨーロッパでアルバムをリリースしていたアーティストと知り合い、日本国内でのテクノレーベルを立ち上げることとなった。
レーベル設立初期にはケン・イシイ、ススム・ヨコタらのリリースと共に、アメリカのダン・カーティンもリリースしていた。また4ヒーローのParallel Universeの日本盤発売、ピースフロッグのコンピレーション発売など、海外のアーティスト、レーベルの曲を日本国内へも紹介している。
アナログ専門の傘下レーベル「REEL MUSIQ」を含め、現在までに100タイトル以上の作品をリリースしている。

## 主要アーティスト
- ケン・イシイ
- キャプテン・ファンク（オオエタツヤのソロプロジェクト、2001年までのリリース）
- コ・フージョン（DJ WADAとHEIGO TANIのユニット）
- サワサキヨシヒロ
- ススム・ヨコタ
- ダン・カーティン
- タンツムジーク
- NEWDEAL
- マサキ・サカモト （MASAKI SAKAMOTO）
- レイ・ハラカミ

## サブレーベル
よりフロア向きの音源のアナログ専門リリースを目的としているサブレーベルのREEL MUSIQが存在する。このレーベルからはケン・イシイが別名義「FLR」でリリースを行っている。